# Château de Ville-Savoye
Le château de Ville-Savoye est un ancien château situé à Ville-Savoye, en France.

## Description

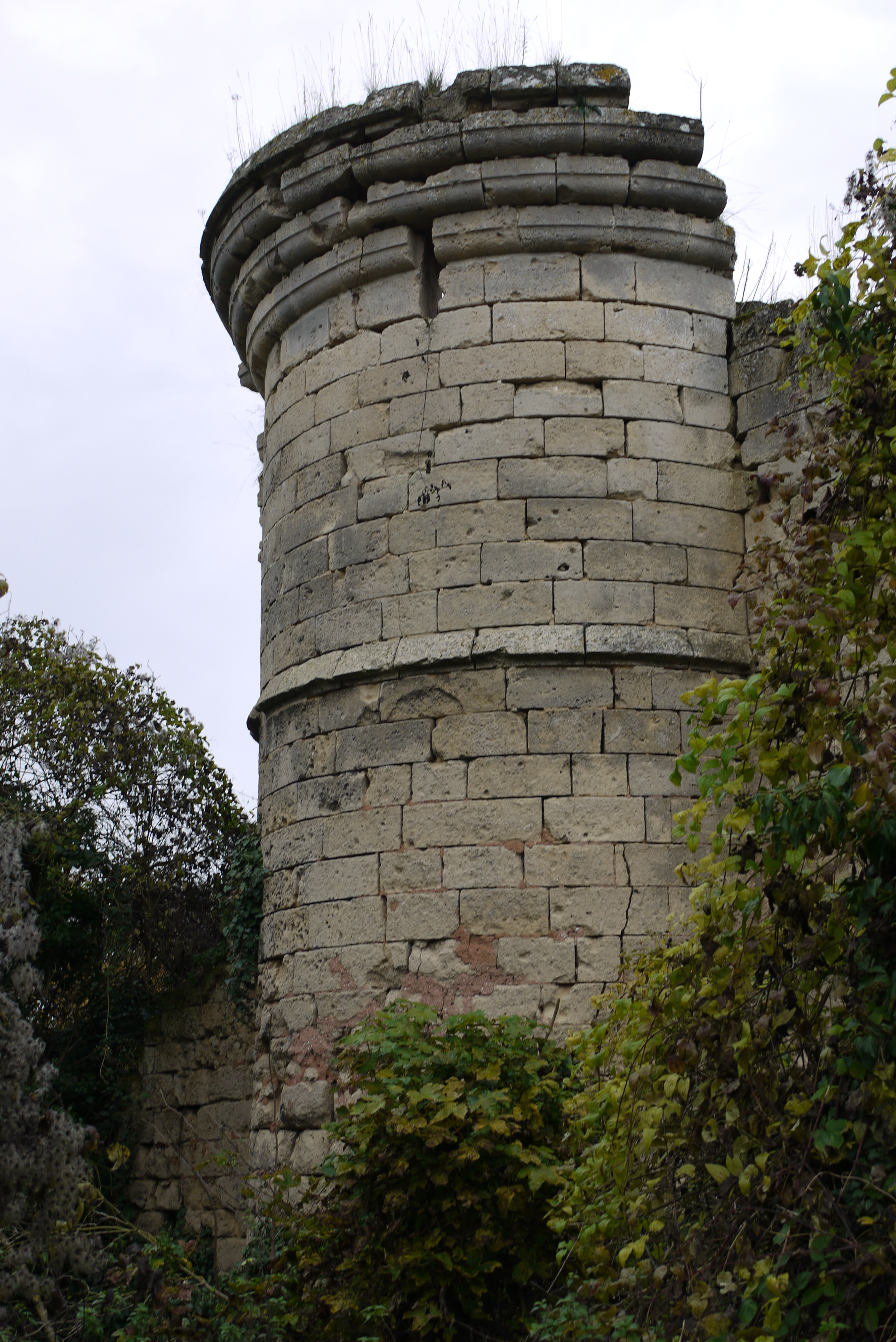
les vestiges du Château de Ville-Savoye

## Localisation
Le château est situé sur la commune de Ville-Savoye, dans le département de l'Aisne.

## Historique
Le monument est inscrit au titre des monuments historiques en 1927.